# 菲茨罗伊广场33号

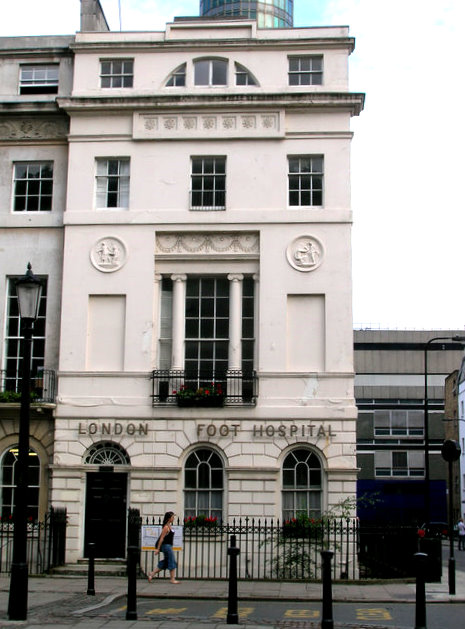

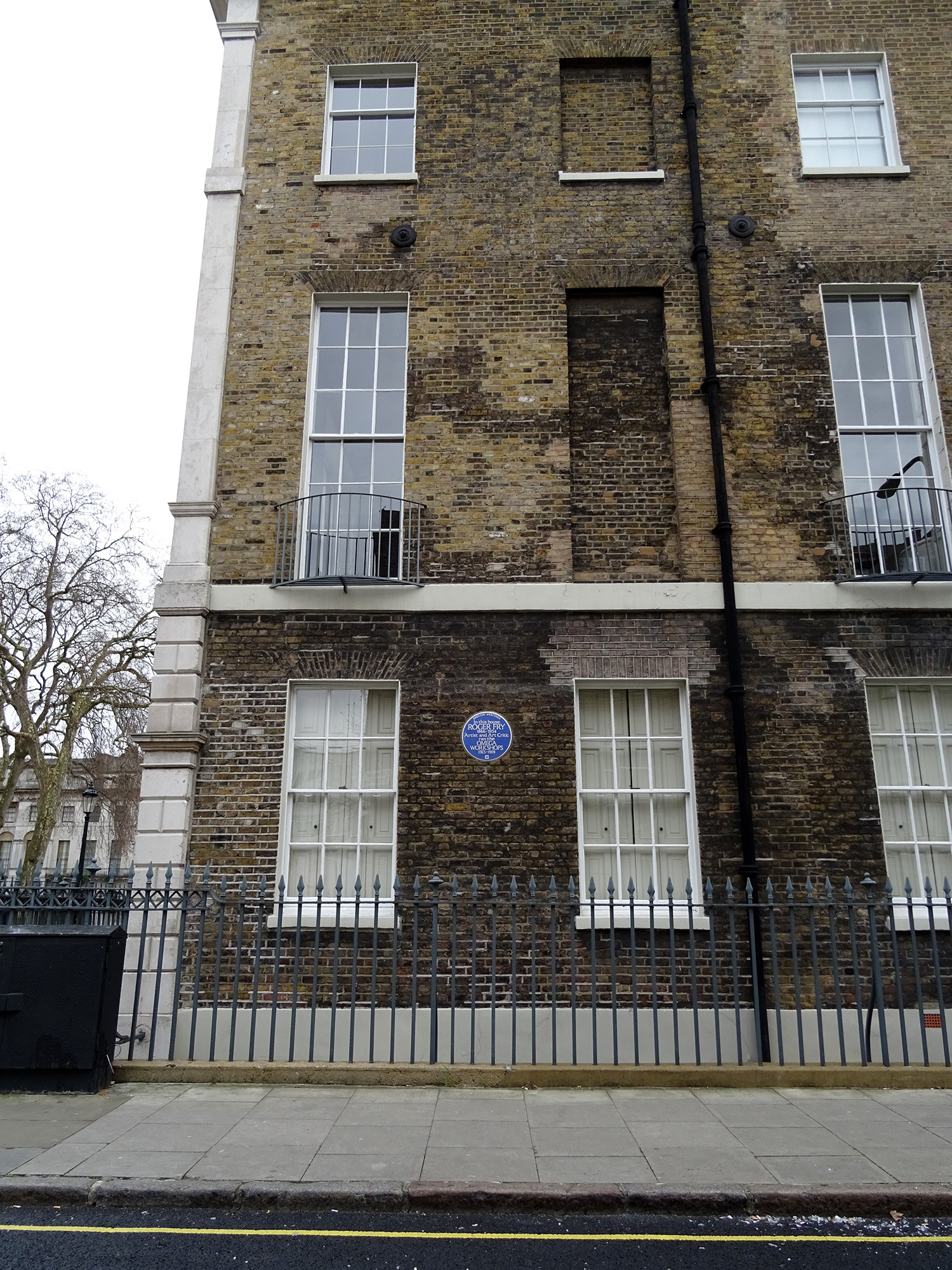

菲茨罗伊广场33号（33 Fitzroy Square）是英国伦敦菲茨罗维亚区菲茨罗伊广场上的一座联排别墅和前医院。它最著名的是曾是欧米茄工作坊（Omega Workshops）的所在地，1929年至2003年，它还曾是伦敦足部医院和足病医学院的所在地。此后改建成独栋住宅。现在主要用作活动场地。
这座房子位于菲茨罗伊广场的南端，位于康威街（Conway Street）和格拉夫顿路（Grafton Way）的交界处。这座房子建于1794年，由罗伯特·亚当（Robert Adam）设计（广场东部和南部的其余部分也是如此），作为八栋别墅的一部分。在它存在的第一个世纪，被用作联排别墅（townhouse）。1913年，这栋房子的楼上是伊娃·高尔·布斯（Eva Gore-Booth）和埃丝特·罗珀（Esther Roper）的家。1913年至1919年，住在楼下的罗杰·弗莱创办并主持了布卢姆茨伯里派的欧米茄工作室。为此，英格兰遗产委员会在建筑的格拉夫顿路一侧，安装了一块蓝色牌匾。这一时期这里的著名艺术家包括瓦妮莎·贝尔、邓肯·格兰特、多拉·卡林顿（Dora Carrington）和温德姆·刘易斯（Wyndham Lewis）。该场所定期举办周四晚间俱乐部，其成员包括威廉·巴特勒·叶芝和萧伯纳。
欧米茄工作坊清算以后，在英国手足医学会（British Chiropodical Society）的财政支持下，该场地成为伦敦足部医院（London Foot Hospital），以及由伦敦大学学院资助的足病医学院（School of Podiatric Medicine）。由于无法进行翻新以安装电梯，曾有人提议关闭医院，1994年还在上议院进行辩论。2003年，伦敦大学学院终止与医学院的协议，医学院改属东伦敦大学，搬到斯特拉特福德（Stratford），医院也关闭了。2010年，房产以1075万英镑的价格售出。
自1954年以来，33至40号的露台及其栏杆被列为一级登录建筑。